# Domenico Maria Muratori
Domenico Maria Muratori (baptisé à Vedrana, Bologne, le 14 avril 1661 et mort à Rome le 17 août 1742) est un peintre italien de la fin du XVIIe et du début du XVIIIe siècle, spécialiste des retables à Rome.

## Biographie
Domenico Maria Muratori  a eu pour maîtres Lorenzo Pasinelli et Giovanni Gioseffo dal Sole, et il s'est inspiré des Carrache, de Guido Reni et du Dominiquin. Son style, d'abord très austère dans la tradition bolonaise, s'adoucit dans ses tableaux à sujets profanes (Mort de Cléopâtre) plus empreint des canons du XVIe siècle.
Teresa Muratori Scannabecchi, peintre femme citée par Luigi Lanzi (1662 - 1708) est vraisemblablement sa femme, rencontrée dans l'atelier de Dal Sole, dont elle fut également l'élève.

## Œuvres
- Vierge du Rosaire et saints (1703), fond de la chapelle du rosaire de la Basilique Sainte-Marie-des-Anges d'Assise.
- La Mort de Marc-Antoine (1702), huile sur toile, coll. Fabrizio Spada, Galerie Spada, Rome,
- Le Prophète Nathan,  archibasilique Saint-Jean-de-Latran
- La Mort de Cléopâtre (1706), huile sur toile,  97 cm × 128 cm, Musée du Louvre (acquisition en 2007)[2]
- Le prophète Nathan, huile sur cuivre, 26 x 19 cm, Musée Fesch, Ajaccio (copie ?)[4],
- Allégorie de la peinture,
- Moïse frappant le rocher, 124 cm × 174 cm
- Samson et Dalila,